# Věra Růžičková
Věra Růžičková (Brno, 10 agosto 1928 – Brno, 24 novembre 2018) è stata una ginnasta cecoslovacca, dal 1992 ceca.

## Palmarès

### Olimpiadi
- 1 medaglia:
  - 1 oro (Londra 1948 nel concorso a squadre)